# Robbin Harms
Robbin Harms (Copenaghen, 9 giugno 1981) è un pilota motociclistico danese.

## Carriera

### Classe 125
Nel 1997, in sella ad una Honda, è decimo nel campionato europeo Classe 125 con due piazzamenti a podio; l'anno successivo si classifica trentesimo. Vince il campionato scandinavo 125 nel 1998 e nel 1999; in quest'ultimo anno esordisce nel motomondiale, nella classe 125 a bordo di un'Aprilia, classificandosi 32º. Nel 2000 conclude terzo nel campionato tedesco 125 e secondo l'anno successivo, anno in cui gareggia nuovamente nel campionato europeo con il team Ajo Motorsport, ottenendo la sua prima vittoria nel finale di stagione. Nel 2001, sempre in ambito europeo, è ventiseiesimo con dieci punti. Dal 2002 al 2004 torna a correre nel motomondiale, con una Honda nel 2002 e nel 2004 e con una Aprilia RS 125 R del team Seedorf Racing nel 2003 come pilota sostitutivo; negli ultimi due anni si classifica 26º e 30º. 

### Supersport
Nel 2005 esordisce nel campionato mondiale Supersport con una Honda CBR 600RR del team Stiggy Motorsports ed ottiene il suo primo podio l'anno successivo, quando conclude quinto. Nel 2007 salta alcune gare di campionato a causa di un infortunio e conclude settimo. Corre anche nel 2008, con un terzo posto a Phillip Island come miglior risultato in gara.
Nel 2009 continua nel campionato mondiale Supersport con una Honda CBR600RR del team Veidec Racing RES Software. Conclude la stagione al diciassettesimo posto nella classifica generale con 30 punti, ottenendo come miglior risultato in gara il quinto posto nel Gran Premio del Qatar tenutosi sul circuito di Losail, non prende parte al Gran Premio d'Italia ed a quello del Sudafrica per essersi fratturato la clavicola destra durante le prove libere sul circuito di Monza. Nel 2010 è per il sesto anno consecutivo nel mondiale Supersport ancora con la CBR600RR ma con il team Harms Benjan Racing. Non ottiene nessun risultato che gli valga un podio ma si piazza settimo nel mondiale piloti con 98 punti, facendo segnare due gare al quinto posto come migliori piazzamenti stagionali.
Nel 2012 disputa le prime tre gare nel CIV classe Moto2 ottenendo un ritiro, una vittoria ed un terzo posto. Chiude la stagione al terzo posto ma consente a Bimota di conquistare il titolo costruttori di categoria. Passa poi, in qualità di pilota sostitutivo, a disputare le ultime gare del campionato britannico Superbike dove, in sella ad una Honda si classifica ventiduesimo.

## Risultati in gara

### Motomondiale
| 1999 | Classe | Moto    |  |  |  |  |  |  |  |  |  |  |  |  |    |     |    |    | Punti | Pos. |
| ---- | ------ | ------- |  |  |  |  |  |  |  |  |  |  |  |  | -- | --- | -- | -- | ----- | ---- |
| 1999 | 125    | Aprilia |  |  |  |  |  |  |  |  |  |  |  |  | 22 | Rit | 22 | 13 | 3     | 32º  |

| 2002 | Classe | Moto  |  |  |  |  |  |  |  |  |  |    |  |  |  |  |  |  | Punti | Pos. |
| ---- | ------ | ----- |  |  |  |  |  |  |  |  |  | -- |  |  |  |  |  |  | ----- | ---- |
| 2002 | 125    | Honda |  |  |  |  |  |  |  |  |  | 23 |  |  |  |  |  |  | 0     |      |

| 2003 | Classe | Moto    |  |  |  |  |    |  |    |  |    |    |     |    |    |    |    |    | Punti | Pos. |
| ---- | ------ | ------- |  |  |  |  | -- |  | -- |  | -- | -- | --- | -- | -- | -- | -- | -- | ----- | ---- |
| 2003 | 125    | Aprilia |  |  |  |  | 25 |  | SQ |  | 16 | 19 | Rit | 23 | 22 | 21 | 10 | 14 | 8     | 26º  |

| 2004 | Classe | Moto  |    |     |     |     |  |  |  |    |    |    |     |    |  |  |  |  | Punti | Pos. |
| ---- | ------ | ----- | -- | --- | --- | --- |  |  |  | -- | -- | -- | --- | -- |  |  |  |  | ----- | ---- |
| 2004 | 125    | Honda | 18 | Rit | Rit | Rit |  |  |  | 19 | 17 | 11 | Rit | NP |  |  |  |  | 5     | 30º  |

| Legenda | 1º posto        | 2º posto            | 3º posto            | A punti      | Senza punti        | Grassetto – Pole position Corsivo – Giro più veloce |
| Legenda | Gara non valida | Non qual./Non part. | Ritirato/Non class. | Squalificato | '-' Dato non disp. | Grassetto – Pole position Corsivo – Giro più veloce |

### Campionato mondiale Supersport
| 2005 | Moto  |  |  |     |     |    |    |   |    |   |    |     |    |  |  | Punti | Pos. |
| ---- | ----- |  |  | --- | --- | -- | -- | - | -- | - | -- | --- | -- |  |  | ----- | ---- |
| 2005 | Honda |  |  | Rit | Rit | 17 | 11 | 4 | 13 | 6 | 13 | Rit | NP |  |  | 34    | 13º  |

| 2006 | Moto  |   |   |   |   |   |   |     |   |   |   |     |   |  |  | Punti | Pos. |
| ---- | ----- | - | - | - | - | - | - | --- | - | - | - | --- | - |  |  | ----- | ---- |
| 2006 | Honda | 6 | 5 | 5 | 2 | 5 | 5 | Rit | 4 | 9 | 4 | Rit | 6 |  |  | 117   | 5º   |

| 2007 | Moto  |   |   |   |    |    |     |   |   |     |   |    |  |  |  | Punti | Pos. |
| ---- | ----- | - | - | - | -- | -- | --- | - | - | --- | - | -- |  |  |  | ----- | ---- |
| 2007 | Honda | 6 | 7 | 2 | NP | NP | Rit | 2 | 5 | Rit | 4 | NP |  |  |  | 83    | 7º   |

| 2008 | Moto  |   |   |     |    |   |     |   |     |     |   |   |    |     |  | Punti | Pos. |
| ---- | ----- | - | - | --- | -- | - | --- | - | --- | --- | - | - | -- | --- |  | ----- | ---- |
| 2008 | Honda | 7 | 3 | Rit | 13 | 5 | Rit | 5 | Rit | Rit | 6 | 6 | 15 | Rit |  | 71    | 9º   |

| 2009 | Moto  |    |   |    |   |    |     |     |     |     |     |   |    |  |  | Punti | Pos. |
| ---- | ----- | -- | - | -- | - | -- | --- | --- | --- | --- | --- | - | -- |  |  | ----- | ---- |
| 2009 | Honda | 15 | 5 | 12 | 9 | NP | Inf | Rit | Rit | Rit | Rit | 9 | NP |  |  | 30    | 17º  |

| 2010 | Moto  |   |   |   |   |     |   |   |   |   |   |    |     |   |  | Punti | Pos. |
| ---- | ----- | - | - | - | - | --- | - | - | - | - | - | -- | --- | - |  | ----- | ---- |
| 2010 | Honda | 7 | 7 | 9 | 6 | Rit | 8 | 8 | 6 | 6 | 5 | 11 | Rit | 5 |  | 98    | 7º   |

| 2011 | Moto  |   |   |   |    |   |   |     |     |     |     |    |     |  |  | Punti | Pos. |
| ---- | ----- | - | - | - | -- | - | - | --- | --- | --- | --- | -- | --- |  |  | ----- | ---- |
| 2011 | Honda | 5 | 4 | 4 | 10 | 8 | 8 | Rit | Rit | Rit | Rit | NP | Rit |  |  | 59    | 12º  |

| Legenda | 1º posto        | 2º posto            | 3º posto           | A punti      | Senza punti        | Grassetto – Pole position Corsivo – Giro più veloce |
| Legenda | Gara non valida | Non qual./Non part. | Ritirato/Non class | Squalificato | '-' Dato non disp. | Grassetto – Pole position Corsivo – Giro più veloce |